# Vincent (patronyme)
Pour les articles homonymes, voir Vincent.
Cette page présente le nom de famille Vincent ainsi que ses variantes.
Vincent est un patronyme français, venant du prénom homonyme, 

## Occurrence
Vincent est aujourd'hui le 26e patronyme le plus porté.

## Étymologie
Vincent vient du nom de baptême romain Vincentius, formé sur vincens, vincentis, participe présent du verbe vincere (= celui qui triomphe). 
Vincentius est attesté par un poème de Prudence (348-405) à propos de Vincent de Saragosse, martyrisé en 304.

## Personnalités portant ce patronyme
Vincent est un nom de famille notamment porté par :
- Adolphe Vincent (1896-1978), homme politique français ;
- Adolphe Vincent (1854-1919), militaire français ;
- Alex Vincent (1981-), acteur américain ;
- Alexandre Vincent  ;
- Alexandre-Joseph-Hidulphe Vincent (1797-1868), mathématicien et érudit français ;
- Amy Vincent (1959-), directrice de la photographie américaine ;
- Anaïs Vincent (2000-), athlète paralympique ;
- Angela Vincent (1942-), neurologue britannique ;
- Arlette Vincent (?-2021), animatrice belge de la RTBF ;
- Arnaud Vincent (1974-), pilote de vitesse moto français ;
- Auguste Vincent  ;
- Bradley Vincent (1991-), nageur mauricien ;
- Brooke Vincent (1992-), actrice britannique ;
- Cerina Vincent (1979-), actrice américaine ;
- Charles Vincent  ;
- Charles Humbert Marie Vincent (1753-1831), général de brigade français ;
- Christian Vincent (1955-), réalisateur et scénariste français ;
- Clément Vincent (1931-2018), agriculteur et homme politique canadien ;
- Clovis Vincent (1879-1947), neurologue et neurochirurgien français ;
- David Vincent
- Edgar Vincent d'Abernon (1857-1941), politicien britannique ;
- Élisabeth Vincent (19?-), orthophoniste française ;
- Eliska Vincent (1841-1914), féministe et franc-maçonne française ;
- Éric Vincent (1946-), auteur-compositeur-interprète ;
- Estelle Vincent (1977-), actrice française ;
- Fay Vincent (1938-2025), commissaire américain des Ligues majeures de baseball ;
- Francky Vincent ;
- Frank Vincent  ;
- François-André Vincent (1746-1816), fils du précédent, peintre français ;
- François-Élie Vincent (1708-1790), portraitiste miniaturiste suisse ;
- François-Nicolas Vincent (1767-1794), révolutionnaire français ;
- Frédéric Vincent (1956-), dirigeant de Nexans ;
- Gabrielle Vincent (1928-2000), illustratrice pour enfants belge ;
- Gene Vincent (1935-1971),  musicien américain ;
- George Vincent (1796-vers 1832), peintre et graveur britannique ;
- Gérard Vincent  ;
- Gilles Vincent (1958-), auteur de romans policiers ;
- Guillaume Vincent  ;
- Hélène Vincent (1943-), actrice française ;
- Henri Catherine Balthazard Vincent (1775-1844), général de division français ;
- Henriette Vincent (1986-1834), peintre et illustratrice botanique française ;
- Hugues Vincent (1974-2024), violoncelliste, compositeur et improvisateur français ;
- Hyacinthe Vincent (1862-1950), médecin français ;
- Jack Vincent (1904-1999), ornithologue et militaire britannique ;
- Jay Vincent  ;
- Jan-Michael Vincent (1944-2019), acteur américain ;
- Jean Vincent (homonymie)  ;
- Jean-Didier Vincent (1935-2024), neuropsychiatre et neurobiologiste français ;
- Jean-Marc Vincent (19?-), réalisateur français ;
- Jean-Marie Vincent  ;
- Jean-Paul Vincent (1911-1994), ecclésiastique français ;
- Jean-Pierre Vincent (1942-2020), comédien, metteur en scène et directeur de théâtre français ;
- Jean-Pierre-Séraphin Vincent (1779-1818), ingénieur du génie maritime français ;
- Jeanne-Françoise Vincent (1935-2012), ethnologue française ;
- John Vincent (1879-1941), marin anglais membre de l'expédition d'Ernest Shackleton ;
- Joseph-Charles-Émile Vincent (1875-1960), général de brigade français ;
- Joyce Vincent (1965-2003), britannique dont le corps fut retrouvé deux ans après son décès dans son appartement londonien ;
- Julia Vincent (1994-), plongeuse sud-africaine ;
- June Vincent (1920-2008), actrice américaine ;
- Larry Vincent (1924-1975), animateur de télévision américain ;
- Liliane Vincent (1935-1987), comédienne belge ;
- Lily Vincent (1926-2009), chanteuse belge ;
- Louis Vincent (1780-1799), ingénieur français, membre de l'expédition d'Égypte ;
- Louis-Alexandre Vincent (1842-1904), médecin militaire français ;
- Louis-Hugues Vincent (1872-1960), archéologue français ;
- Luc Antoine Vincent (1752-1816), général de division français ;
- Mario Vincent (1966-), patineur de vitesse sur piste courte canadien ;
- Marjorie Vincent (1964-), mannequin américaine ;
- Maurice Vincent  ;
- Mirès Vincent (1916-2006), comédienne et metteuse en scène française ;
- Nathalie Vincent (1972-), animatrice de télévision et actrice française ;
- Nick Vincent (1986-), joueur américain de baseball ;
- Norah Vincent (1968-2022), journaliste américaine ;
- Pascal Vincent (19?-), comédien et humoriste suisse ;
- Philippe Vincent (1946-), acteur français ;
- Pierre H. Vincent (1955-), avocat et homme politique canadien ;
- Pierre Vincent  ;
- Pierre-Charles-Victor Vincent (1749-1817), homme de loi et député français ;
- Rémy Vincent (1736-1820), général de division français ;
- René Vincent  ;
- Rhonda Vincent (1962-), chanteuse de bluegrass ;
- Richard Vincent (1969-), dramaturge britannique ;
- Robert Vincent (1956-), homme politique canadien ;
- Roland Vincent (1938-), pianiste, chef d'orchestre, compositeur et arrangeur musical français ;
- Rose Vincent (1918-2011), pseudonyme de Marie Rose Treffot-Jurgensen, journaliste et écrivain française ;
- Sam Vincent (1963-), joueur de basket-ball américain ;
- Samuel Vincent (1787-1837), théologien protestant français ;
- Samuel Vincent (1971-), acteur canadien ;
- Stéphanie Vincent (1977-), femme de lettres française ;
- Sténio Vincent (1874-1959), président d'Haïti ;
- Strong Vincent (1837-1863),  avocat devenu célèbre en tant qu'officier de l'armée américaine pendant la guerre de Sécession ;
- Thomas Vincent  ;
- Vinnie Vincent (1952-), musicien américain ;
- Virginia Vincent (1918-2013), actrice américaine ;
- Yohann Vincent (1979-), triathlète français ;
- Yves Vincent (1921-2016), acteur et écrivain français ;
- Yvette Vincent (1927-2011), sculptrice française ;
- Zacharie Vincent (1815-1886), artiste canadien.

patronyme composé
- Vincent-Bréchignac   ;

## Pseudonyme
Vincent est un pseudonyme notamment porté par :
- Vincent Eugene Craddock (1935-1971), chanteur de rock américain.